# Aulonogyrus hypoxanthus
Aulonogyrus hypoxanthus is een keversoort uit de familie van schrijvertjes (Gyrinidae). De wetenschappelijke naam van de soort is voor het eerst geldig gepubliceerd in 1906 door Régimbart.